# Antarctiloxoconcha
Antarctiloxoconcha is een geslacht van kreeftachtigen uit de klasse van de Ostracoda (mosselkreeftjes).

## Soort
- Antarctiloxoconcha frigida (Neale, 1967) Hartmann, 1990